# Wolf Heinrich Friedrich Karl von Baudissin
Wolf Heinrich Friedrich Karl von Baudissin , né le 30 janvier 1789 à Copenhague et mort le 4 avril 1878 à Dresde, est un diplomate, écrivain et  traducteur allemand.

## Biographie

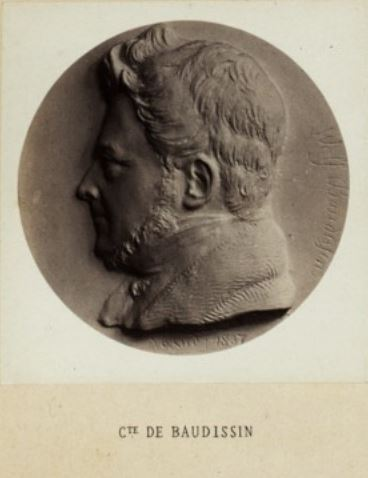
Médaillon par David d'Angers

Après ses études, Baudissin travaille comme secrétaire de légation au service du Danemark et séjourne entre 1810 à 1814 à Stockholm, Vienne et Paris. À l'été 1813, il est enfermé six mois à la forteresse de Friedrichsort pour ses idées pro-allemandes. De 1823 à 1854, il est le propriétaire du domaine de Sophienhof près de Preetz. Il entreprend de nombreux voyages en Italie, en France et en Grèce et habite la plupart du temps à Dresde à partir de 1827. C'est là qu'il travaille avec August Wilhelm Schlegel et Ludwig Tieck. Avec Dorothea Tieck, il traduit les pièces de William Shakespeare. Il traduit également des œuvres de Molière, Carlo Goldoni et Carlo Gozzi.
Sa première épouse, Friederike Juliane von Baudessin (1784-1836), était la fille du diplomate Heinrich Friedrich von Baudissin (de). Il épouse en secondes noces en 1840 l'écrivain Sophie von Baudissin dont il a un fils en 1847 Wolf Wilhelm Friedrich von Baudissin. Wolf von Baudissin est le grand-oncle du chancelier impérial Bernhard von Bülow.

## Traductions
- Wirnt von Grafenberg, Wigalois oder der Ritter mit dem Rad
- Hartmann von Aue, Iwein mit dem Löwen, 1845
- Ben Jonson und seine Schule, 1836
- Molière, Sämtliche Lustspiele, 1865-1867
- William Shakespeare:
  - Antoine et Cléopâtre
  - La Mégère apprivoisée
  - Les Joyeuses Commères de Windsor
  - Le Roi Lear
  - Henri VIII
  - Othello
  - Titus Andronicus
  - Troïlus et Cressida
  - Beaucoup de bruit pour rien